# Scolypopa stipata
Scolypopa stipata är en insektsart som först beskrevs av Walker 1851.  Scolypopa stipata ingår i släktet Scolypopa och familjen Ricaniidae. Inga underarter finns listade i Catalogue of Life.